# Bucorvus
Bucorvus – rodzaj ptaków z rodziny dzioborożców (Bucerotidae).

## Zasięg występowania
Rodzaj obejmuje gatunki występujące w Afryce.

## Morfologia
Długość ciała 90–100 cm; masa ciała samic 2230–4580 g, samców 3459–6180 g.

## Systematyka

### Etymologia
- Bucorvus: rodzaj Buceros Linnaeus, 1758, dzioborożec; łac. corvus „kruk”[6].
- Tragopan: łac. tragopan, tragopanis „wspaniały, rogaty fioletowogłowy ptak” wymieniony przez Pliniusza Starszego i Pomponiusza Melę, od gr. τραγοπαν tragopan, τραγοπανος tragopanos „nieznany, duży etiopski ptak”, być może dzioborożec[6]. Gatunek typowy: Buceros abyssinicus Boddaert, 1783.
- Tmetoceros: gr. τμητος tmētos „cięcie”, od τεμνω temnō „ciąć”; κερας keras, κερως kerōs „róg”[6]. Gatunek typowy: Buceros abyssinicus Boddaert, 1783.

### Podział systematyczny
Takson ten przez część systematyków bywa klasyfikowany jako monotypowa rodzina dzioborogów (Bucorvidae), takson siostrzany Bucerotidae. Do rodzaju należą dwa występujące współcześnie gatunki:
- Bucorvus abyssinicus (Boddaert, 1783) – dzioboróg abisyński
- Bucorvus leadbeateri (Vigors, 1825) – dzioboróg kafryjski

oraz gatunek wymarły, żyjący w miocenie:
- Bucorvus brailloni (Brunet, 1971)